# Bulla ampulla
Bulla ampulla är en snäckart som först beskrevs av Carl von Linné 1758.  Bulla ampulla ingår i släktet Bulla och familjen Bullidae. Inga underarter finns listade i Catalogue of Life.

## Bildgalleri

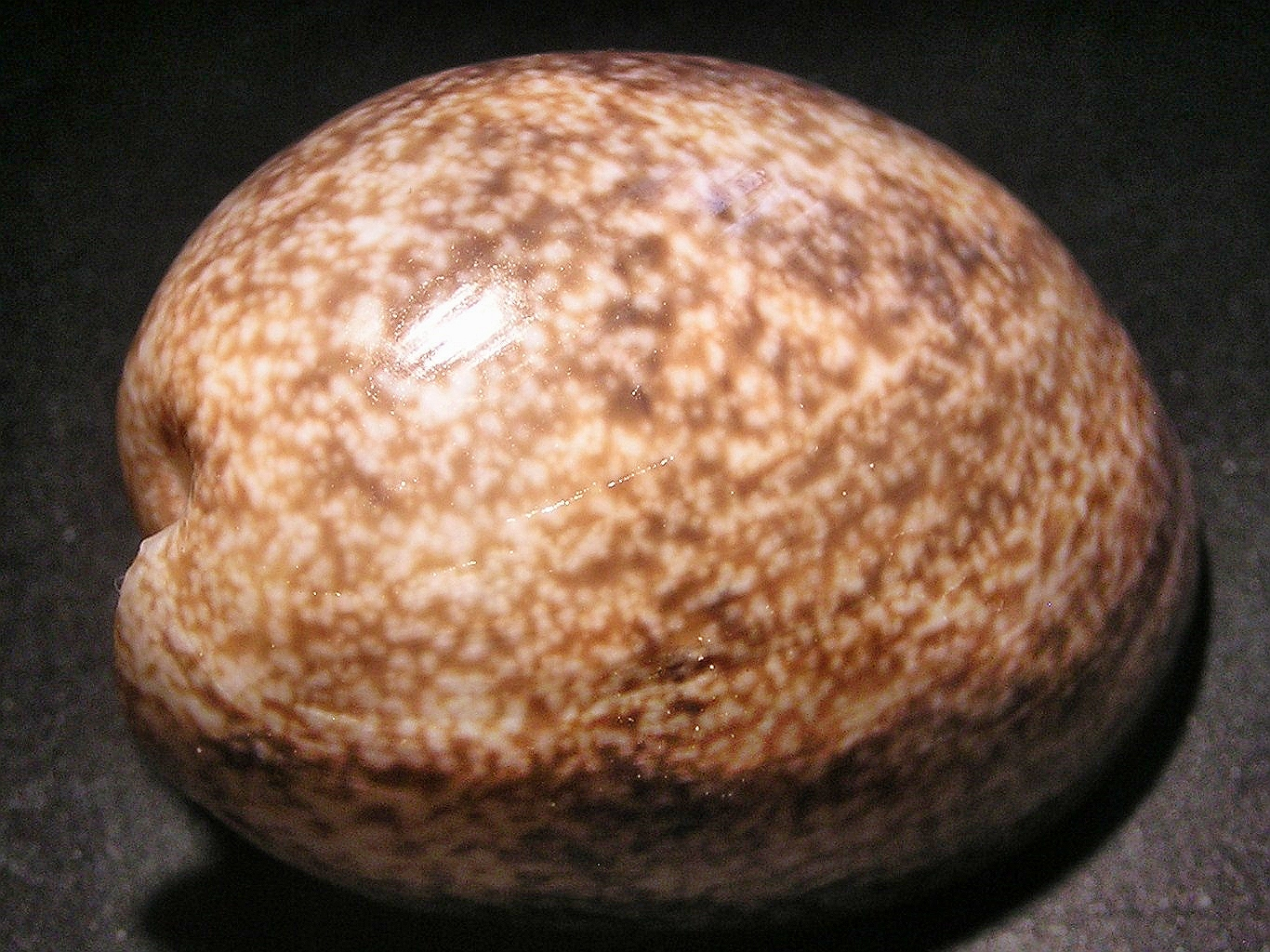
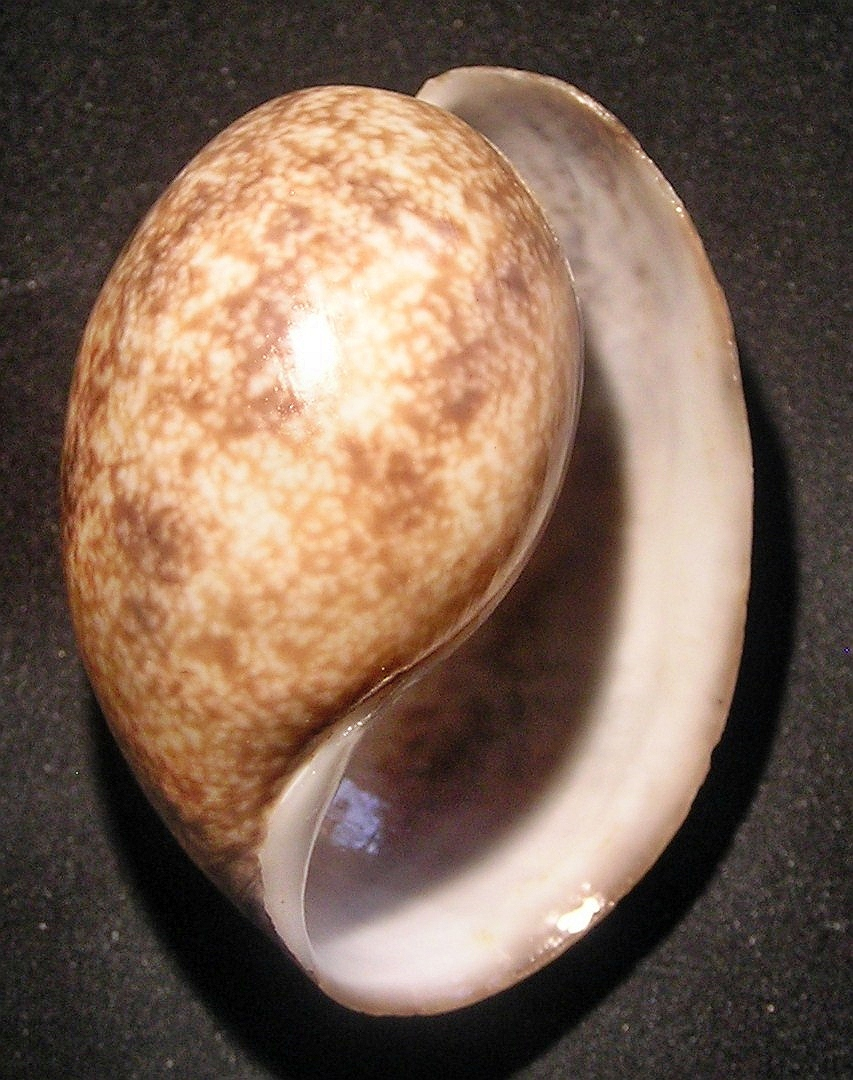
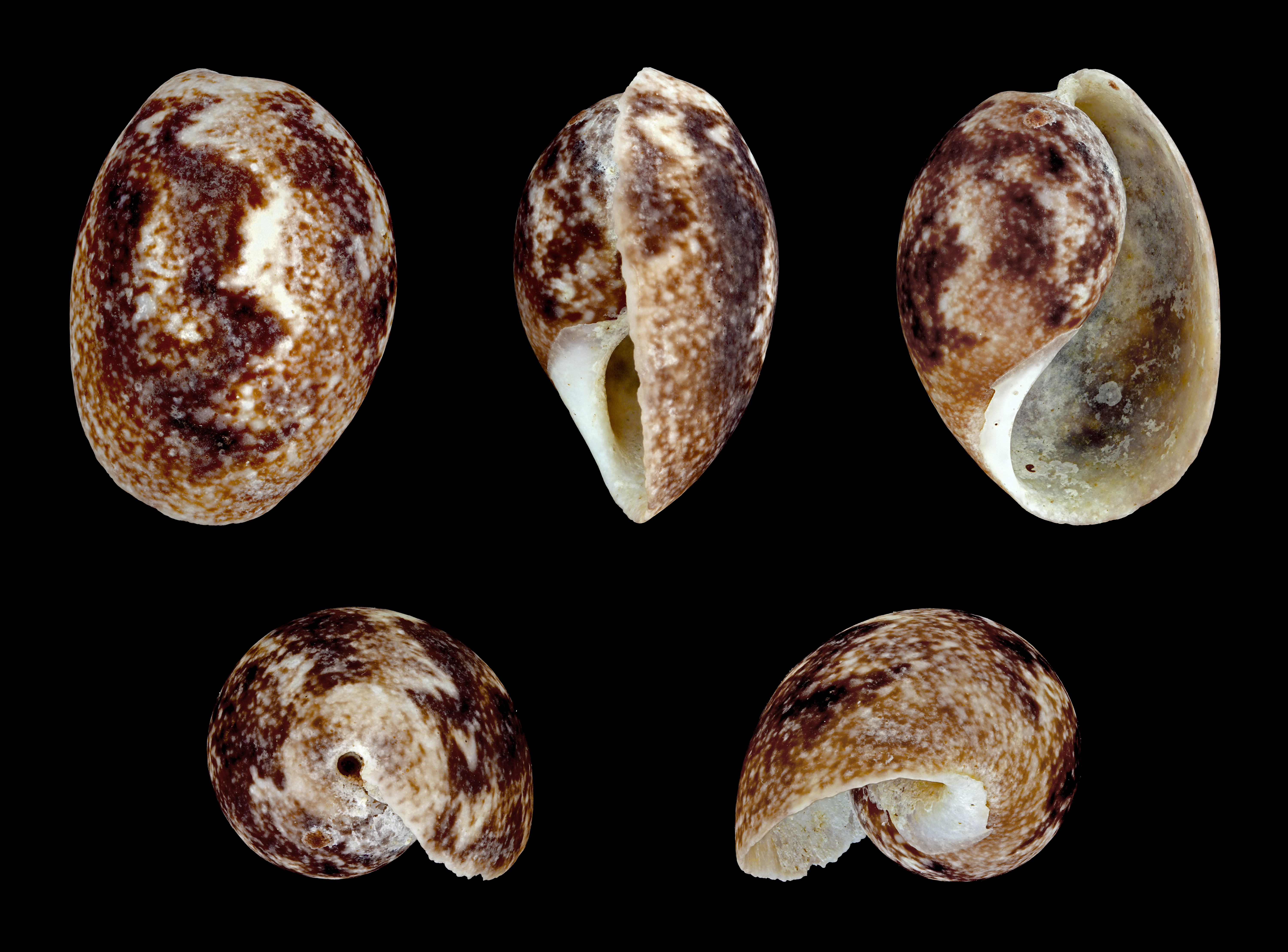
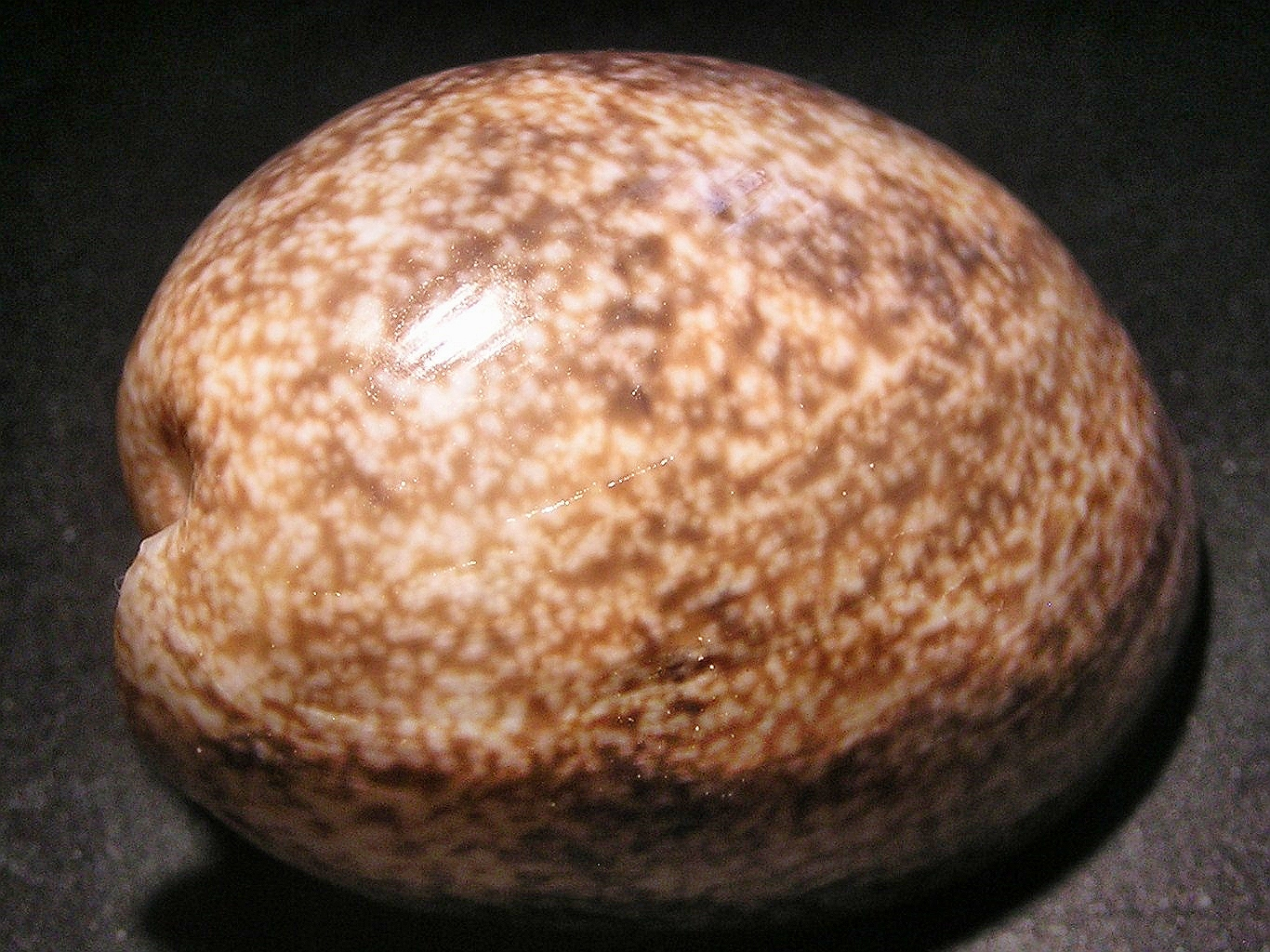
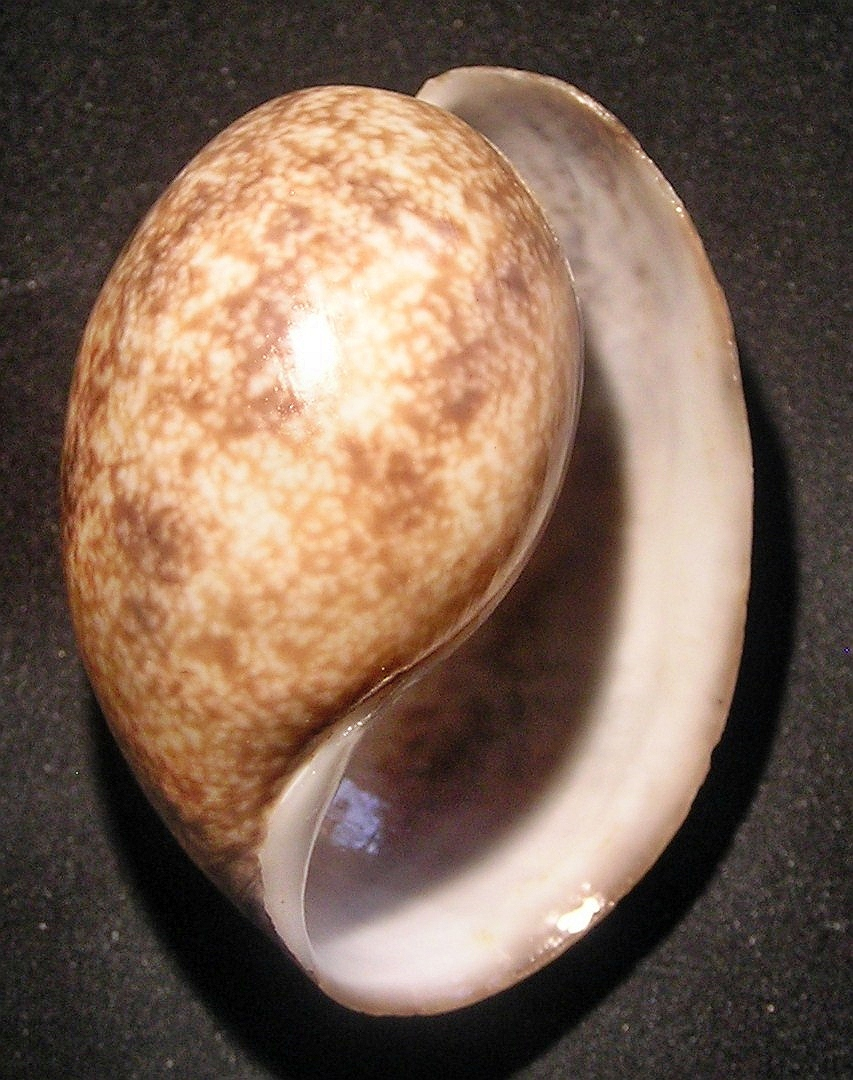
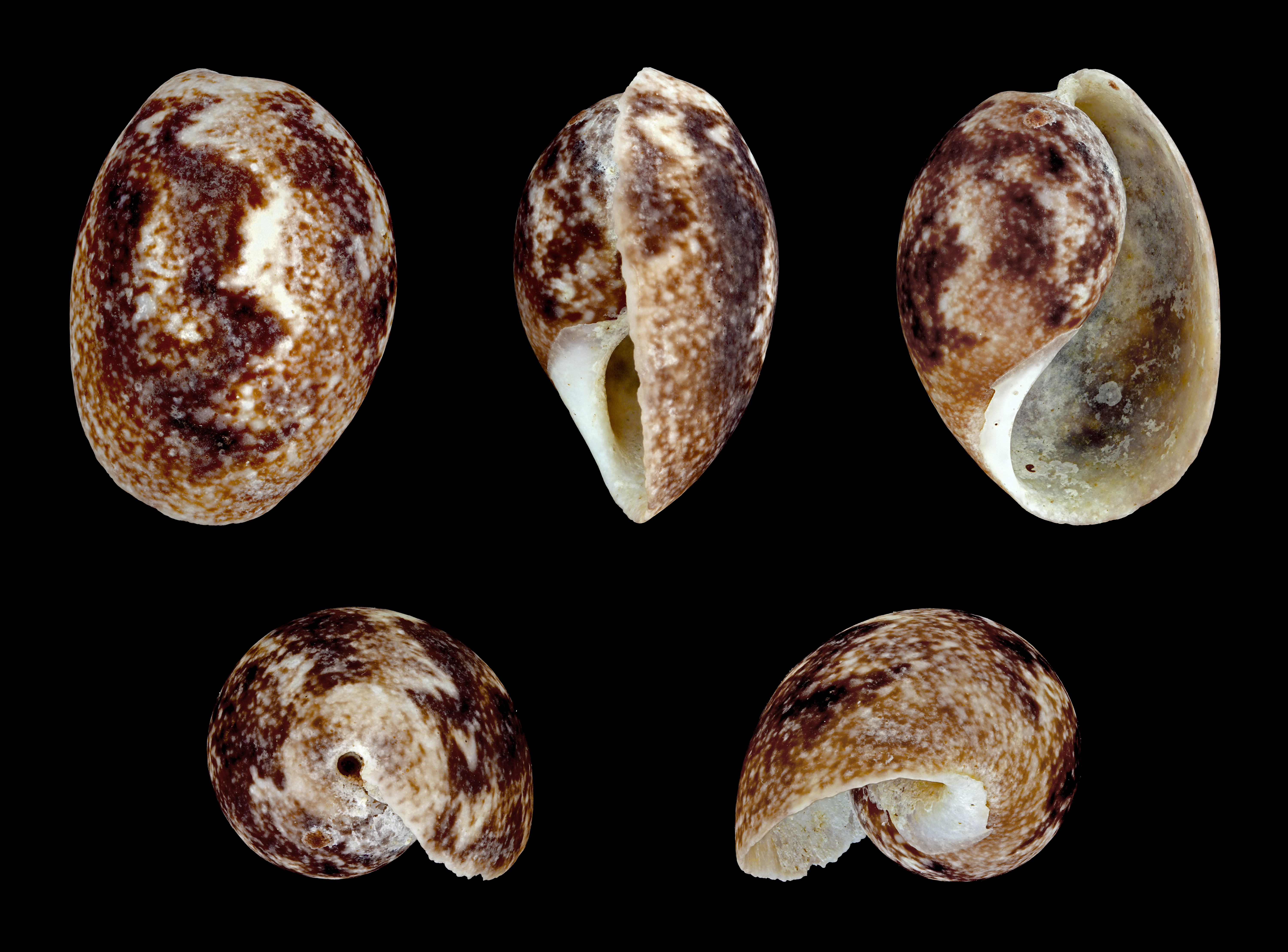